# Hermann Schmitt (Architekt)
Hermann Schmitt (* 27. Januar 1855 in Bonn; † 5. April 1940) war ein deutscher Architekt und Bauunternehmer, der vor allem in seiner Heimatstadt Bonn wirkte.

## Leben
Schmitt wurde beim Bonner Maurermeister Hermann Stirtz ausgebildet. 1890 machte er sich als Architekt und Bauunternehmer selbständig, das Architekturbüro war zunächst in der Bonner Nordstadt (Paulstraße 20) und schließlich an wechselnden Standorten im Zentrum (Brüdergasse 44, Friedensplatz 7, Meckenheimer Straße 14) beheimatet. Schmitt war Mitglied des Bundes Deutscher Architekten und gerichtlich vereidigter Sachverständiger. Er gehörte zudem als Mitglied des Zentrums dem Bonner Stadtrat an. In der Bonner Südstadt, einem der größten geschlossen erhaltenen gründerzeitlichen Wohnviertel in Deutschland, ist Schmitt mit etwa 30 erhaltenen Häusern einer der bedeutendsten Architekten. In der Nordstadt baute er einige Häuser für die 1898 gegründete „Arbeiter-Wohnungsgenossenschaft e.G.m.b.H.“.

## Werk
- Karte mit allen Koordinaten der Werke:
- OSM |
- WikiMap

### Bauten in Bonn
| Bauzeit   | Ortsteil     | Adresse                            | Bild           | Objekt                     | Maßnahme                                                  | Anmerkungen                                                      |
| --------- | ------------ | ---------------------------------- | -------------- | -------------------------- | --------------------------------------------------------- | ---------------------------------------------------------------- |
| 1890      | Südstadt     | Coblenzerstraße 1                  |                | Hotel Kley: Gartenpavillon | Neubau                                                    | 1906 abgebrochen                                                 |
| 1890      | Gronau       | Johannes-Henry-Straße 11 Lage      |                | Wohnhaus                   | Neubau                                                    | Denkmalschutz                                                    |
| 1890      | Gronau       | Johannes-Henry-Straße 13 Lage      |                | Wohnhaus                   | Neubau                                                    | Denkmalschutz                                                    |
| 1891–1892 | Bonn-Castell | Kölnstraße 94/96 Lage              |                | Doppelwohnhaus             | Neubau                                                    | Denkmalschutz                                                    |
| 1892      | Südstadt     | Schumannstraße 69 Lage             |                | Wohnhaus                   | Neubau                                                    | Denkmalschutz                                                    |
| 1893      | Südstadt     | Bonner Talweg 44 Lage              |                | Wohnhaus                   | Neubau                                                    | Denkmalschutz                                                    |
| 1893      | Südstadt     | Kaiserstraße 63 Lage               |                | Wohnhaus                   | Neubau                                                    | Denkmalschutz                                                    |
| 1893      | Südstadt     | Schumannstraße 67 Lage             |                | Wohnhaus                   | Neubau                                                    | Denkmalschutz                                                    |
| 1894      | Südstadt     | Kaiserstraße 65 Lage               |                | Wohnhaus                   | Neubau                                                    | Denkmalschutz                                                    |
| 1894      | Südstadt     | An der Elisabethkirche 14 Lage     |                | Wohnhaus                   | Neubau                                                    | Denkmalschutz                                                    |
| 1894      | Südstadt     | Argelanderstraße 65 Lage           |                | Wohnhaus                   | Neubau                                                    | Denkmalschutz                                                    |
| 1894      | Südstadt     | Schumannstraße 63 Lage             |                | Wohnhaus                   | Neubau                                                    | Denkmalschutz                                                    |
| 1895      | Südstadt     | Kaiserstraße 67 Lage               |                | Wohnhaus                   | Neubau                                                    | Denkmalschutz                                                    |
| 1896      | Südstadt     | Kaiserstraße 59/61 Lage            |                | Doppelwohnhaus             | Neubau                                                    | Denkmalschutz                                                    |
| 1896      | Südstadt     | Lessingstraße 14 Lage              |                | Wohnhaus                   | Neubau                                                    | Denkmalschutz                                                    |
| 1896      | Südstadt     | Lessingstraße 16 Lage              |                | Wohnhaus                   | Neubau                                                    | Denkmalschutz                                                    |
| 1897      | Südstadt     | Lessingstraße 18 Lage              |                | Wohnhaus                   | Neubau                                                    | Denkmalschutz                                                    |
| 1897      | Südstadt     | Lessingstraße 20 Lage              |                | Wohnhaus                   | Neubau                                                    | Denkmalschutz                                                    |
| 1898      | Gronau       | Kaiser-Friedrich-Straße 8/10 Lage  | weitere Bilder | Doppelvilla                | Neubau                                                    | Denkmalschutz; heute Liegenschaft des Bundeskartellamts          |
| 1898–1900 | Bonn-Castell | Am Schänzchen 12 Lage              | weitere Bilder | Villa                      | Neubau                                                    | Denkmalschutz; ehemals Residenz des dänischen Botschafters       |
| 1899      | Gronau       | Coblenzerstraße 99                 |                | Villa: Palmen-/Blumenhaus  | Neubau (Bauherr: Jean Balthazar)                          | Villa um 1952 für Auswärtiges Amt abgebrochen                    |
| 1899      | Gronau       | Coblenzerstraße 99                 |                | Villa: Stallgebäude        | Erweiterung (Bauherr: Jean Balthazar)                     | Villa um 1952 für Auswärtiges Amt abgebrochen                    |
| 1899      | Bonn-Castell | Graurheindorfer Straße 87–95 Lage  |                | Fünf Wohnhäuser            | Neubau (Bauherr: Arbeiterwohnungs-Genossenschaft)         | Denkmalschutz                                                    |
| 1900–1901 | Mehlem       | Rüdigerstraße 50                   |                | Villa                      | Neubau: Ausführung                                        | 1967 abgebrochen                                                 |
| 1901      | Nordstadt    | Paulstraße 25–27a Lage             |                | Drei Wohnhäuser            | Neubau (Bauherr: Arbeiterwohnungs-Genossenschaft)         | Denkmalschutz                                                    |
| 1901      | Südstadt     | Prinz-Albert-Straße 41 Lage        |                | Wohnhaus                   | Neubau                                                    | Denkmalschutz                                                    |
| 1902      | Gronau       | Kaiser-Friedrich-Straße 3/5 Lage   |                | Doppelvilla                | Neubau                                                    | Nr. 3: Denkmalschutz; Nr. 5: purifiziert                         |
| 1902–1903 | Gronau       | Kaiser-Friedrich-Straße 6          |                | Villa                      | Neubau                                                    | 1960/61 abgebrochen                                              |
| 1903      | Gronau       | Kaiser-Friedrich-Straße 11/13 Lage | weitere Bilder | Doppelvilla                | Neubau                                                    | 1939 zum Bürogebäude umgebaut                                    |
| 1903      | Gronau       | Adenauerallee 129 Lage             | weitere Bilder | Villa                      | Erweiterungsbau                                           | Denkmalschutz                                                    |
| 1903      | Gronau       | Buschstraße 14 Lage                |                | Wohnhaus                   | Neubau                                                    | Doppelhaus mit Nr. 16; Denkmalschutz                             |
| 1903      | Gronau       | Buschstraße 16 Lage                |                | Wohnhaus                   | Neubau                                                    | Doppelhaus mit Nr. 14; Denkmalschutz                             |
| 1905      | Gronau       | Kaiser-Friedrich-Straße 11/13 Lage |                | Doppelvilla                | Umbau zum Einfamilienhaus (Bauherr: Rudolf Ernst Brünnow) | 1939 zum Bürogebäude umgebaut                                    |
| 1905      | Gronau       | Coburger Straße 2 Lage             |                | Wohnhaus                   | Neubau                                                    | Doppelhaus mit Nr. 4; Denkmalschutz                              |
| 1905      | Gronau       | Coburger Straße 4 Lage             |                | Wohnhaus                   | Neubau                                                    | Doppelhaus mit Nr. 2; Denkmalschutz                              |
| 1905/1906 | Gronau       | Willy-Brandt-Allee 10/12 Lage      | weitere Bilder | Doppelwohnhaus             | Neubau                                                    | Nr. 12: Denkmalschutz                                            |
| 1906/1907 | Bonn-Zentrum | Alexanderstraße 6 Lage             | weitere Bilder | Wohnhaus                   | Neubau                                                    | Denkmalschutz                                                    |
| 1906/1907 | Bonn-Zentrum | Alexanderstraße 8 Lage             | weitere Bilder | Wohnhaus                   | Neubau                                                    | Denkmalschutz                                                    |
| 1906/1907 | Bonn-Zentrum | Alexanderstraße 8a Lage            | weitere Bilder | Wohnhaus                   | Neubau                                                    | Denkmalschutz                                                    |
| 1910      | Gronau       | Kaiser-Friedrich-Straße 11/13 Lage |                | Doppelvilla                | Rückbau zu Halbvillen (Bauherr: Rudolf Ernst Brünnow)     | 1939 zum Bürogebäude umgebaut                                    |
| 1910–1911 | Nordstadt    | Bornheimer Straße 96 Lage          |                | Wohnhaus                   | Ausbau Dachgeschoss zum Atelier für August Macke          | Denkmalschutz; heute Museum August Macke Haus                    |
| 1913      | Gronau       | Adenauerallee 208 Lage             | weitere Bilder | Halbvilla                  | Neubau                                                    | Denkmalschutz; 2014/15 um Anbau ergänzt; heute durch IPC genutzt |

Nicht ausgeführte Entwürfe:
- 1898: Bonn, Ortsteil Gronau, Adenauerallee 89a, Villa[18]